# بيتر تايلور (لاعب كرة القدم)
بيتر تايلور (بالإنجليزية: Peter Taylor)‏ (و. 1928 – 1990 م) هو لاعب كرة القدم، ومدرب كرة القدم، من المملكة المتحدة، ولد في نوتنغهام، يلعب كحارس مرمى، توفي في مايوركا، عن عمر يناهز 62 عاماً.

## روابط خارجية
- بيتر تايلور على موقع قاعدة بيانات كرة القدم.إي يو (الإنجليزية)
- بيتر تايلور على موقع Soccerbase.com (مدرب) (الإنجليزية)